# Square Louise-de-Marillac
Le square Louise-de-Marillac est un square du 18e arrondissement de Paris, qui fait partie des grandes réalisations urbaines du Second Empire.

## Situation et accès
Le square est entouré de la rue Marx-Dormoy, de la place de la Chapelle et du boulevard de la Chapelle.
Il est desservi à proximité par la ligne 2 à la station La Chapelle.

## Origine du nom

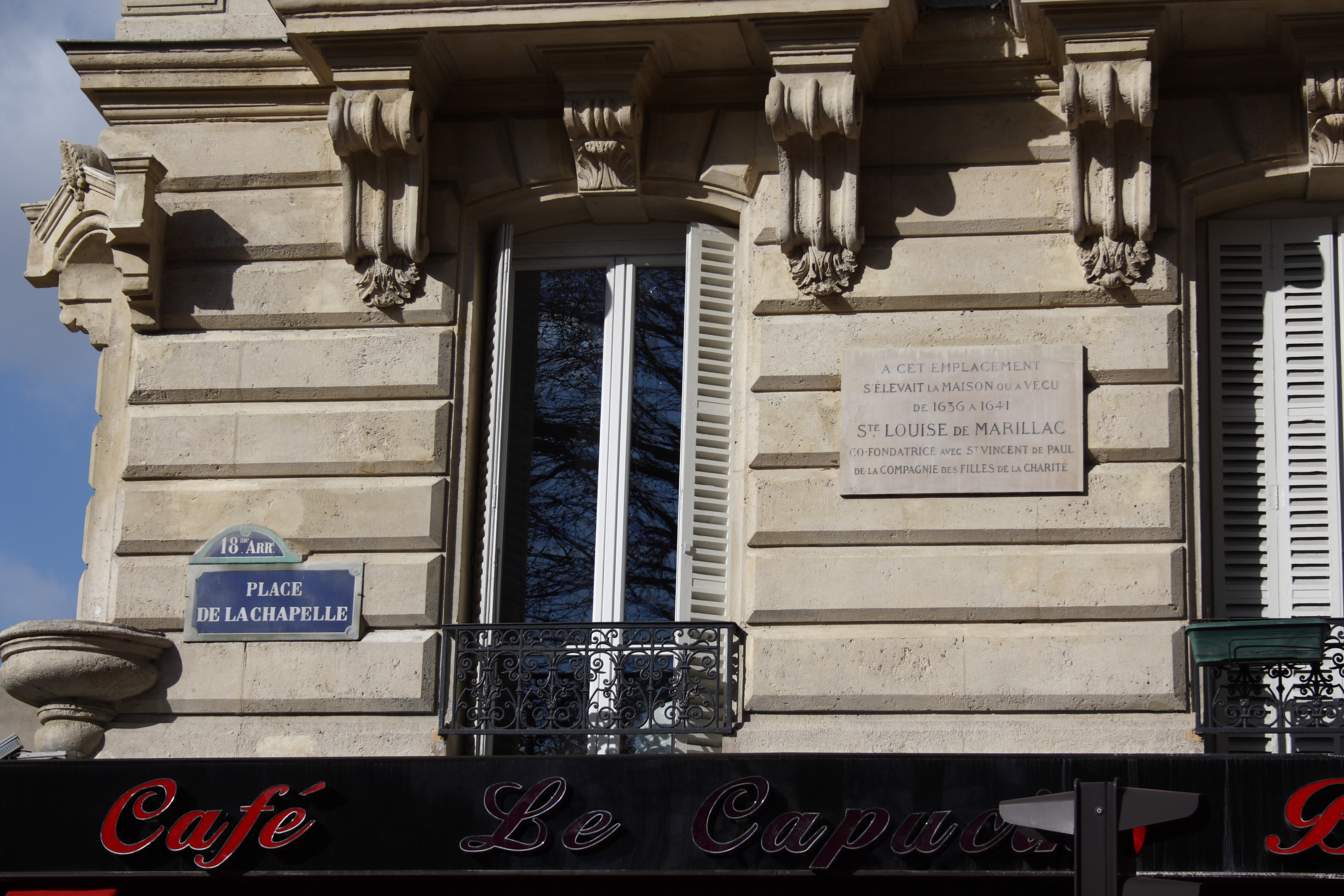
Plaque à la mémoire de Louise de Marillac, Support en pierre de l'enseigne de la brasserie Le Capucin.

Il porte le nom Louise de Marillac (1591-1660), fille d'un conseiller au Parlement et fondatrice, avec saint Vincent de Paul, des Filles de la Charité, qui habita au coin des actuelles rue Marx-Dormoy (no 2) et place de la Chapelle, de 1636 à 1641.

## Historique

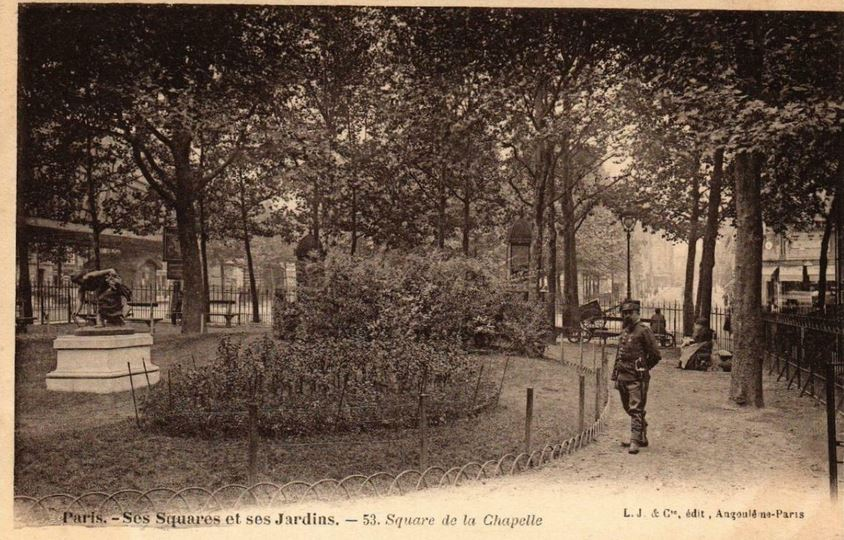
Le square de la Chapelle, un gardien de square.

Comme le square de Jessaint, sa configuration résulte de la démolition de la barrière de la Chapelle (« barrière Saint-Denis », « barrière de la Franciade » pendant la Révolution) et de la construction de la ligne 2 du métro, aérienne à cet endroit.
Aménagé en 1862 sous le nom de « square de la Chapelle », c'est le premier square en date du 18e arrondissement.
L’angle sud-ouest est bâti sur l'emplacement de l'édifice principal de la barrière Saint-Denis.
Le square abritait une statue, La Glaneuse (1889) du sculpteur Édouard Houssin, qui a été détruite sous l'Occupation en 1942.
Il a été rénové en 1986. C'est à cette occasion qu'il a pris le nom de « Louise-de-Marillac ».

## Aménagements

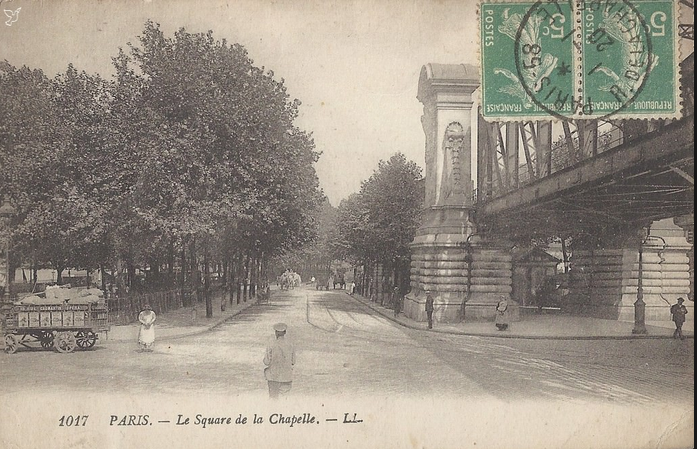
Square Louise-de-Marillac, anciennement square de la Chapelle, vers 1900.

Il est planté de cerisiers et de platanes et de haies de cornouillers, de chèvrefeuille et de spirées.
Les enfants peuvent jouer sur une aire de jeux de ballons et disposent de plusieurs tables de ping-pong.
En 2013, la rue de la Chapelle à l'est a été piétonnisée, augmentant la surface disponible de trottoirs.